# Isola Dovarese
Isola Dovarese es una localidad y comune italiana de la provincia de Cremona, región de Lombardía, con 1.241 habitantes.

## Evolución demográfica
| Gráfica de evolución demográfica de Isola Dovarese entre 1861 y 2001 |
|                                                                      |
| Fuente ISTAT - elaboración gráfica de Wikipedia                      |